# Minas Gerais
Minas Gerais (wymowaⓘ, [ˈminɐz ʒeˈɾajs]) – stan w Brazylii położony w środkowo-wschodniej części kraju, niemal w całości na terenie Wyżyny Brazylijskiej, bez dostępu do morza. Jest to czwarty stan pod względem powierzchni (586 528 km²; 7% powierzchni kraju), a drugi pod względem liczby ludności (w 2022 roku – 20 732 660; 10% ludności kraju). Stolicą i największym miastem jest Belo Horizonte. Dla potrzeb statystycznych stan zaliczany jest do Regionu Południowo-Wschodniego.
Na terenie stanu znajdują się bogate złoża mineralne, których eksploatacja stanowi podstawę tutejszej gospodarki. Jest to główny region górniczy kraju. Znajduje to odzwierciedlenie w nazwie stanu, która oznacza w języku portugalskim „kopalnie generalne (ogólne, powszechne)”. Prowadzone jest tu wydobycie żelaza (ponad 90% produkcji krajowej), manganu, boksytów (niemal całość produkcji krajowej), diamentów i innych kamieni jubilerskich, kwarcu, złota, cyrkonu, pirytu, rutylu, grafitu, chromitu, molibdenu, niklu, wolframu, tytanu, berylu oraz miki. Pod względem zatrudnienia głównym sektorem jest rolnictwo. Na dużą skalę prowadzona jest tu hodowla bydła, a także uprawa roli, w szczególności kukurydzy, ryżu i fasoli.
Obszar Minas Gerais zbadany został przez portugalskich bandeirantes w XVII wieku. Osadnictwu sprzyjał wybuch gorączki złota w następstwie odkrycia złóż tego metalu w latach 1692–1695. Kapitania Minas Gerais została utworzona w 1720 roku. W 1822 roku stała się jedną z prowincji niepodległego Cesarstwa Brazylii, a w 1889 roku stanem nowo proklamowanej republiki federacyjnej. Pierwotnie ośrodkiem administracyjnym Minas Gerais było miasto górnicze Ouro Preto. W 1897 roku stolicę przeniesiono do zaprojektowanego od podstaw miasta Belo Horizonte.
Zabytkowe miasta Ouro Preto i Diamantina wpisane są na listę światowego dziedzictwa UNESCO, podobnie jak Sanktuarium Dobrego Jezusa w Congonhas oraz modernistyczny zespół urbanistyczny w Pampulha (Belo Horizonte). W granicach stanu znajduje się osiem parków narodowych – Serra da Canastra, Serra do Cipó, Cavernas do Peruaçu, Sempre-Vivas, Serra do Gandarela, Itatiaia, Grande Sertão Veredas oraz Caparaó.
Na północy Minas Gerais graniczy ze stanem Bahia, na wschodzie – z Espírito Santo, na południu – z Rio de Janeiro i São Paulo, na zachodzie – z Mato Grosso do Sul, Goiás oraz Dystryktem Federalnym.

## Miasta
Największe miasta stanu Minas Gerais według liczby mieszkańców (2022 r.):

- Belo Horizonte (2 315 560)
- Uberlândia (713 224)
- Contagem (621 863)
- Juiz de Fora (540 756)
- Montes Claros (414 240)
- Betim (411 846)
- Uberaba (337 836)
- Ribeirão das Neves (329 794)
- Governador Valadares (257 171)
- Divinópolis (231 091)
- Ipatinga (227 731)
- Sete Lagoas (227 397)
- Santa Luzia (219 132)
- Ibirité (170 537)
- Poços de Caldas (163 742)
- Patos de Minas (159 235)
- Pouso Alegre (152 217)
- Teófilo Otoni (137 418)
- Varginha (136 467)
- Conselheiro Lafaiete (131 621)
- Sabará (129 380)
- Vespasiano (129 246)
- Barbacena (125 317)
- Araguari (117 808)
- Itabira (113 343)
- Passos (111 939)
- Nova Lima (111 697)
- Araxá (111 691)
- Nova Serrana (105 552)
- Lavras (104 761)
- Coronel Fabriciano (104 736)
- Muriaé (104 108)
- Ubá (103 365)
- Ituiutaba (102 217)

## Galeria

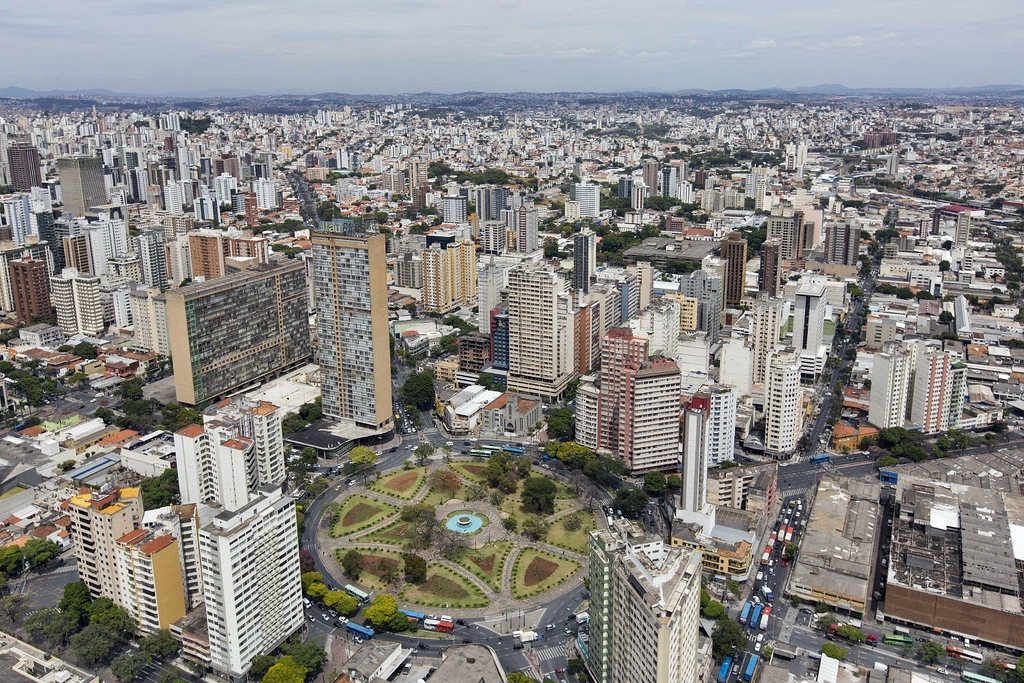
Belo Horizonte, stolica stanu
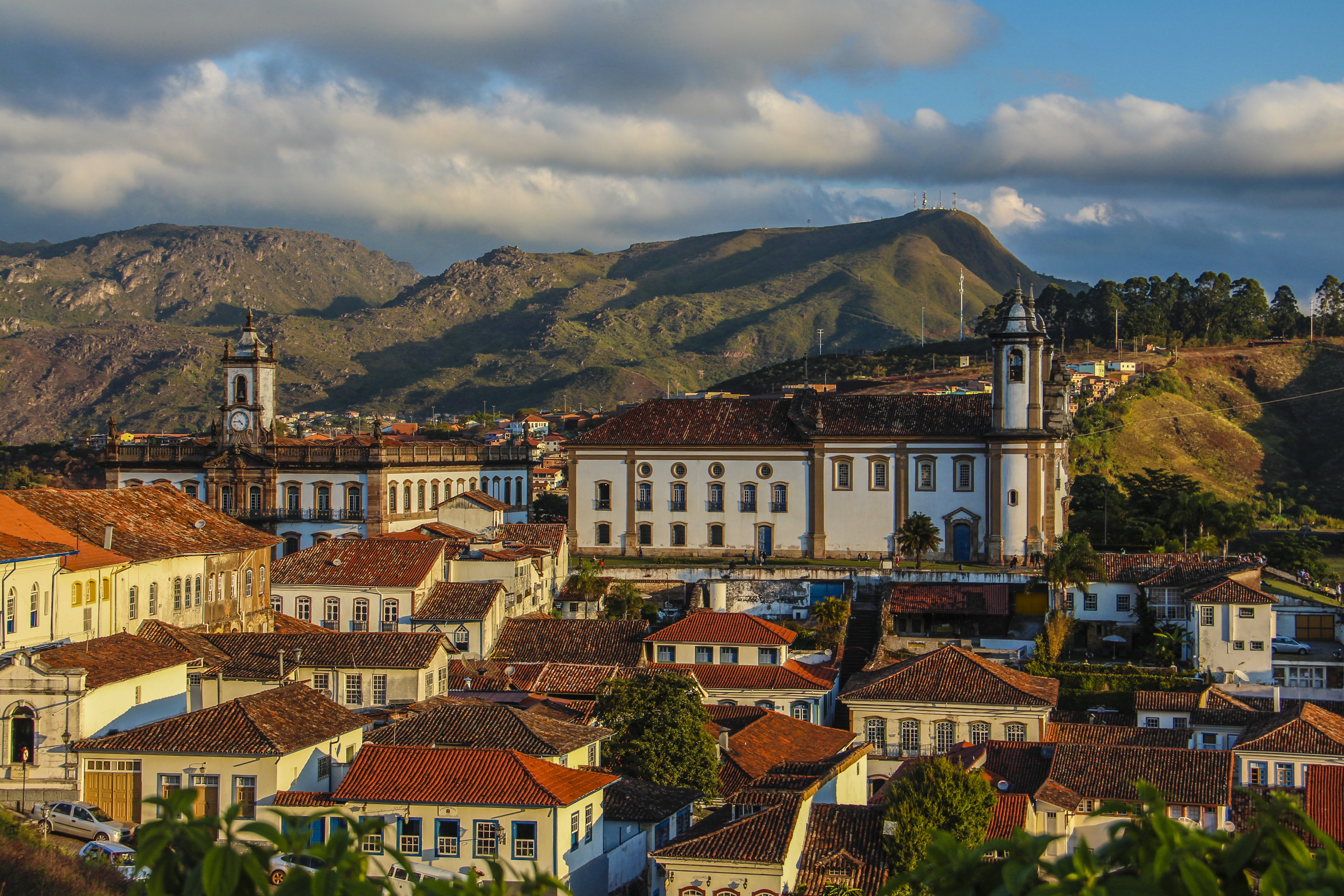
Miasto górnicze Ouro Preto, historyczna stolica stanu
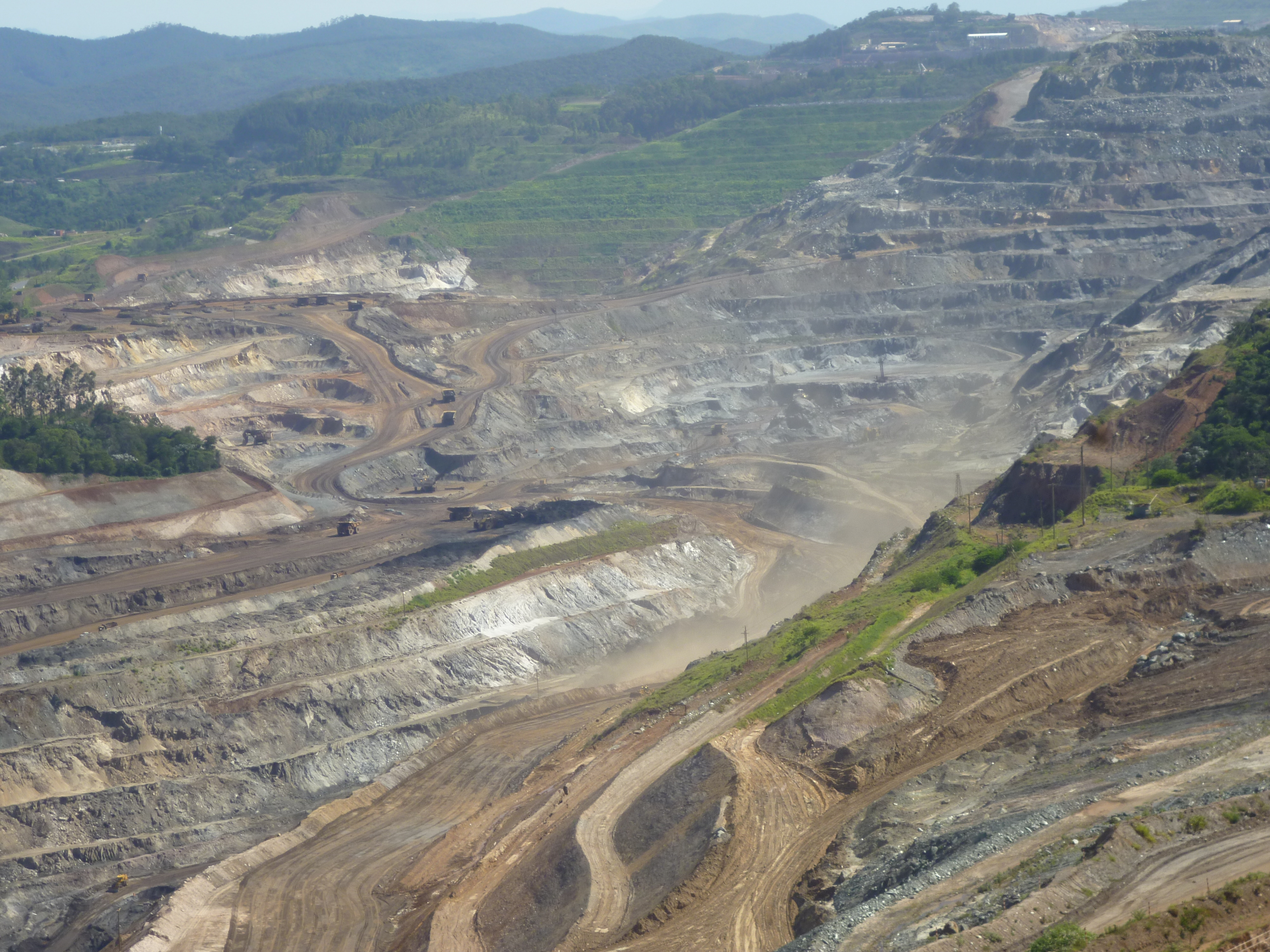
Kopalnia żelaza w Itabirze
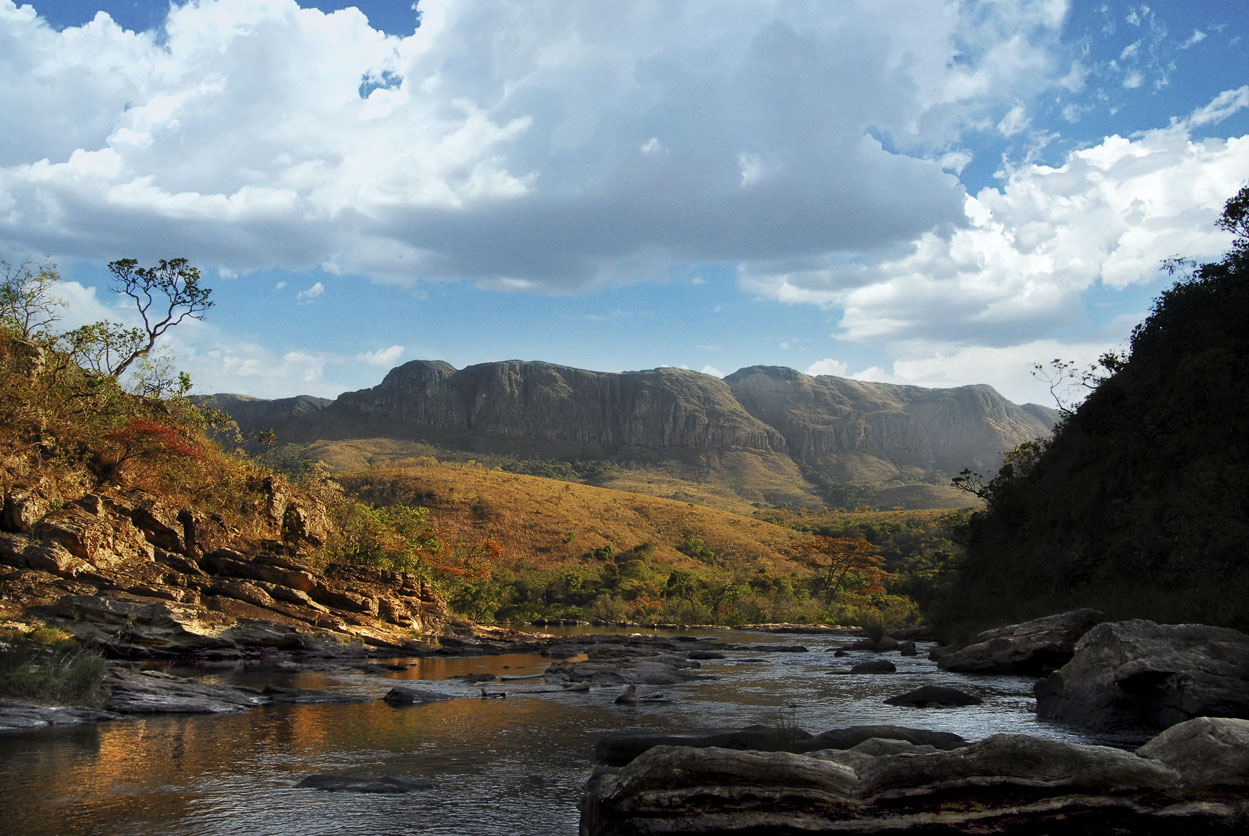
Park Narodowy Serra da Canastra